# وشژچ
وشژچ (به لاتین: Wszerzecz) یک روستا در لهستان است که در گمینا شنگادووو واقع شده‌است.